# Maison de Milan Bata Janković à Čačak
La maison de Milan Bata Janković à Čačak (en serbe cyrillique : Кућа народног хероја Милана Бате Јанковића у Чачку ; en serbe latin : Kuća narodnog heroja Milana Bate Jankovića u Čačku) se trouve à Čačak, dans le district de Moravica, en Serbie. Elle est inscrite sur la liste des monuments culturels protégés de la République de Serbie (identifiant no SK 486),,.

## Présentation
La maison, située 68 rue Bate Jankovića, est associée au souvenir du héros national Milan Janković Bata.